# 満ち潮の満月
「満ち潮の満月」（みちしおのまんげつ）は、宇徳敬子の10枚目のシングル。ZAIN RECORDSから1997年8月13日に発売された。規格品番：ZADL-1073。

## 概要
宇徳敬子の10枚目のソロシングル。カップリング曲「Kiss」はアルバム「よろこびの花が咲く～True Kiss～」にピアノバージョンが収録された。
テレビ朝日系「超次元タイムボンバー」の4代目エンディングテーマに使用された。
一曲を通じてイントロなどにヴァイオリンなどのオーケストラをシングル曲で初めて使用した。
本作のミュージック・ビデオは、発売当時に返還直前であった香港で撮影が行われ、宇徳本人が香港の駅で階段を駆け上がったり、電車に入ったりするシーンや、スタジオでの歌唱シーン・オーケストラの演奏の様子が交互に収録されたりするなど、スピード感が重視されていた。
ミュージック・ビデオには、ライブハウスの暗闇の中で宇徳本人が曲を歌うシーンがあるバージョンも存在する。主にアルバム「満月～rhythm～」のアルバム紹介映像に使用された。
オリコン初登場49位で2週しかランクインできないなど最低記録を更新した。

## タイアップ
- テレビ朝日系「超次元タイムボンバー」エンディングテーマ

## 収録曲
作詞・作曲：宇徳敬子　編曲：池田大輔
1. 満ち潮の満月
2. Kiss
3. 満ち潮の満月 Original Karaoke
4. Kiss Original Karaoke